# Henrik Vibskov
Henrik Vibskov (født 5. oktober 1972 i Kjellerup) er en dansk multikunstner, avantgarde modedesigner, musiker, kurator og professor ved Det Danske Design Akademi. Han er uddannet ved Central Saint Martins i London i 2001.
Vibskovs tilgang til designfaget er at afsøge alle former for kreativitet uden at lade sig begrænse. Han er bedst kendt for at skabe totaluniverser og hans arbejde rummer derfor, udover design, kunst, installation, scenografi, kostume-design, performance, video og udstillinger.
Han har udstillet på museer såsom Salone de Mobile i Milano, MoMA i New York, Palais de Tokyo i Paris, The 21st Century Museum of Contemporary Art i Kanazawa og ICA i London. Derudover har han tegnet kostumer til flere store balletter og operaer, heriblandt Operahuset i Oslo, Den Svenske National Ballet og Operahuset i Bruxelles.[kilde mangler]
Som trommeslager har han samarbejdet med Trentemøller, Mikael Simpson og Hess is More.[kilde mangler]

## Udmærkelser
- 2020 – Elle Style Award "Brand of the Year"
- 2016 – Thorvald Bindesbøll Medaljen[1]
- 2011 – Torsten og Wanja Söderbergs pris[2]
- 2009 – Award from The Danish Art Council for "The Solar Donkey Experiment"-show
- 2008 – Danish Fashion Award in the category "Best Brand"
- 2000 – Beck´s Future Prize for filmen The Monk
- 2023 - Kronprinsparrets Kulturpris 2023[3]